# Överlandshövding
Överlandshövding var enligt 1634 års regeringsform § 23 titeln på riksråd, som förordnades till styresmän över Västergötland, Finland, Livland, Preussen eller Småland. I praktiken nyttjades dock istället för denna titel benämningen generalguvernör.